# Marie Won Kwi-im
Pour les articles homonymes, voir Sainte Marie et Won.
Marie Won Kwi-im (en coréen 원귀임 마리아) est une laïque chrétienne coréenne, née vers 1818 à Yongmeo Ri, Goyang Gun, dans la province du Gyeonggi en Corée, morte décapitée le 20 juillet 1839 à Séoul.
Reconnue martyre et béatifiée en 1925 par Pie XI, elle est solennellement canonisée à Séoul par le pape Jean-Paul II le 6 mai 1984 avec 102 autres martyrs de Corée. 
Sainte Marie Won Kwi-im est fêtée le 20 juillet et le 20 septembre.

## Biographie
Marie Won Kwi-im naît vers 1818 à Yongmeo Ri (Yongmori), Goyang Gun (Kyuanggun), dans la province du Gyeonggi. Elle est d'une famille pauvre ; elle est encore jeune quand elle perd sa mère. Elle suit son père qui va à travers les rues en demandant de la nourriture. 
Elle a neuf ans quand une personne de sa famille, Lucie Won, la prend chez elle. Lucie Won est une catholique très fervente, elle lui parle de la foi, lui enseigne les prières et le catéchisme. Elle lui enseigne également la broderie, ce qui peut permettre à Marie Won de gagner sa vie. 
Marie Won se révèle très intelligente, douce et pieuse. Son dévouement et sa fidélité font que sa tante est fière de sa nièce. Marie Won est baptisée à l'âge de quinze ans. Peu de temps après, elle reçoit une offre de mariage ; mais elle décline cette offre et refuse de se marier parce qu'elle veut se consacrer à Dieu. L'année suivante, elle se coiffe dans le style qui indique une femme mariée.
Un voisin l'ayant dénoncée comme catholique, elle est arrêtée. Emprisonnée, elle est d'abord sujette au découragement puis elle pense que c'est conforme à la volonté de Dieu et retrouve son calme habituel. Interrogée par le chef de la police, elle répond qu'elle est catholique, et refuse de renier sa foi. Elle est torturée au point que ses jambes sont tordues et plusieurs de ses os sont disloqués, mais elle reste ferme et inébranlable dans sa foi.
Selon les registres gouvernementaux, Marie Won Kwi-im est décapitée à l'extérieur de Séoul, à la Petite Porte de l'ouest le 20 juillet 1839, à 22 ans, en même temps que sept autres catholiques.

## Canonisation
Marie Won Kwi-im est reconnue martyre par décret du Saint-Siège le 9 mai 1925 et ainsi proclamée vénérable. Elle est béatifiée (proclamée bienheureuse) le 5 juillet suivant par le pape Pie XI.
Elle est canonisée (proclamée sainte) par le pape Jean-Paul II le 6 mai 1984 à Séoul en même temps que 102 autres martyrs de Corée. 
Sainte Marie Won Kwi-im est fêtée le 20 juillet, jour anniversaire de sa mort, et le 20 septembre, qui est la date commune de célébration des martyrs de Corée.